# 공산주의에서의 좌익소아병

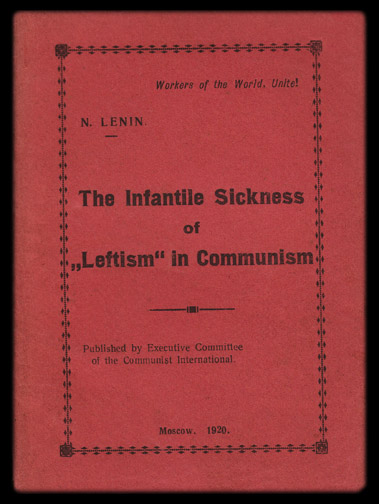

《공산주의에서의 “좌익”소아병》(Детская болезнь "левизны" в коммунизме)은 블라디미르 레닌이 비(非)볼셰비키 사회주의자들, 특히 그 중에서도 좌파공산주의자들을 비판하기 위해 쓴 책이다.
1920년 러시아어로 출간되었고, 이듬해 독일어, 영어, 프랑스어판이 발간되었다. 그리고 제2차 코민테른 세계대회에서 배포했다.